# Puesto Cortaderas
Puesto Cortaderas es un pequeño volcán aislado ubicado en la zona extraandina de la provincia de Neuquén, Argentina. El volcán se corresponde a un cono de escoria. Es el volcán activo en Holoceno más sureño de la zona de vulcanismo de retroarco de La Payenia. Se ubica 60 km al sureste el volcán Tromen y a la misma distancia de Chos Malal.